# Wrightoporia cremea
Wrightoporia cremea är en svampart som beskrevs av Ryvarden 1987. Wrightoporia cremea ingår i släktet Wrightoporia och familjen Bondarzewiaceae.   Inga underarter finns listade i Catalogue of Life.